# Federico Julián Fazio
Federico Julián Fazio (Buenos Aires, 17 de març de 1987) és un futbolista professional argentí. El seu club actual és l'AS Roma.

## Carrera esportiva
El 14 de maig de 2014, va jugar com a titular la final de l'Europa League que el Sevilla va guanyar al Benfica a Torí.

## Palmarès

### Sevilla FC
- Copa del Rei (2009-10)